# Persone di nome Carmine
| Questa pagina contiene informazioni ricavate automaticamente dalle voci biografiche con l'ausilio del template Bio e di un bot. L'aggiornamento è periodico e automatico e ricostruisce completamente la pagina. Se manca una persona in questa lista, sei pregato di non aggiungerla, ma accertati piuttosto che la sua voce biografica contenga il template Bio e che i dati anagrafici siano correttamente compilati. Se il template Bio manca, inseriscilo tu stesso o, in alternativa, metti l'avviso {{tmp\|Bio}} che ne segnala la mancanza. Se i dati riportati sono sbagliati, correggi direttamente la voce biografica; le modifiche saranno visibili in questa lista entro pochi giorni. Per chiarimenti vedi il progetto antroponimi. La lista contiene solo le 96 persone che sono citate nell'enciclopedia e per le quali è stato implementato correttamente il template Bio. Pagina aggiornata al 6 mag 2025. |

Questa è una lista di persone presenti nell'enciclopedia che hanno il nome Carmine, suddivise per attività principale.

## Allenatori di calcio(5)
- Carmine Amato, allenatore di calcio e ex calciatore italiano (Marigliano, n. 1965)
- Carmine Caravella, allenatore di calcio e ex calciatore italiano (Foggia, n. 1954)
- Carmine Esposito, allenatore di calcio e ex calciatore italiano (Napoli, n. 1970)
- Carmine Gautieri, allenatore di calcio e ex calciatore italiano (Napoli, n. 1970)
- Carmine Nunziata, allenatore di calcio e ex calciatore italiano (San Gennaro Vesuviano, n. 1967)

## Allenatori di calcio a 5(1)
- Carmine Tarantino, allenatore di calcio a 5 italiano (Napoli, n. 1981)

## Arcivescovi cattolici(2)
- Carmine Cesarano, arcivescovo cattolico italiano (Pagani, n. 1869 - Aversa, † 1935)
- Carmine Rocco, arcivescovo cattolico italiano (Camigliano, n. 1912 - Roma, † 1982)

## Attori(7)
- Carmine Borrino, attore, drammaturgo e regista italiano (Napoli, n. 1978)
- Carmine Buschini, attore italiano (Villaricca, n. 1996)
- Carmine Caridi, attore statunitense (New York, n. 1934 - Los Angeles, † 2019)
- Carmine Garibaldi, attore italiano (San Marzano di San Giuseppe, n. 1885 - Roma, † 1951)
- Carmine Giovinazzo, attore statunitense (Port Richmond, n. 1973)
- Carmine Monaco, attore italiano (Napoli, n. 1991)
- Carmine Recano, attore italiano (Napoli, n. 1980)

## Banchieri(1)
- Carmine Lamanda, banchiere e dirigente d'azienda italiano (Salerno, n. 1941)

## Batteristi(1)
- Carmine Appice, batterista statunitense (Staten Island, n. 1946)

## Briganti(1)
- Carmine Crocco, brigante italiano (Rionero in Vulture, n. 1830 - Portoferraio, † 1905)

## Cabarettisti(1)
- Carmine Faraco, cabarettista, cantante e attore italiano (Napoli, n. 1962)

## Calciatori(4)
- Carmine Coppola, ex calciatore italiano (Pollena Trocchia, n. 1979)
- Carmine Della Pietra, ex calciatore italiano (Nola, n. 1963)
- Carmine Iacovazzo, calciatore italiano (Salerno, n. 1920 - Salerno, † 1998)
- Carmine Marcantonio, ex calciatore italiano (Castel di Sangro, n. 1954)

## Canottieri(1)
- Carmine Abbagnale, ex canottiere italiano (Pompei, n. 1962)

## Cantautori(1)
- Carmine Tundo, cantautore e musicista italiano (Galatina, n. 1987)

## Cardinali(1)
- Carmine Gori-Merosi, cardinale italiano (Subiaco, n. 1810 - Roma, † 1886)

## Ceramisti(1)
- Carmine Gentili, ceramista italiano (Castelli, n. 1678 - Castelli, † 1763)

## Cestisti(2)
- Carmine Florio, ex cestista italiano (Tropea, n. 1954)
- Nello Paratore, cestista e allenatore di pallacanestro italiano (Il Cairo, n. 1912 - Roma, † 1991)

## Chirurghi(1)
- Carmine Mensorio, chirurgo e politico italiano (Saviano, n. 1938 - Ancona, † 1996)

## Ciclisti su strada(2)
- Carmine Preziosi, ex ciclista su strada italiano (Sant'Angelo all'Esca, n. 1943)
- Carmine Saponetti, ciclista su strada e pistard italiano (Vigne, n. 1913 - Roma, † 1990)

## Compositori(3)
- Carmine Coppola, compositore, direttore d'orchestra e flautista statunitense (New York, n. 1910 - Los Angeles, † 1991)
- Carmine Padula, compositore, pianista e direttore d'orchestra italiano (Foggia, n. 2000)
- Carmine Pagliuca, compositore, pianista e direttore d'orchestra italiano (Napoli, n. 1933 - Napoli, † 2012)

## Critici d'arte(1)
- Carmine Benincasa, critico d'arte, filosofo e teologo italiano (Eboli, n. 1947 - Roma, † 2020)

## Dirigenti sportivi(4)
- Carmine Castellano, dirigente sportivo italiano (Sorrento, n. 1937)
- Carmine Gentile, dirigente sportivo e ex calciatore italiano (Salerno, n. 1954)
- Carmine Longo, dirigente sportivo italiano (Pellezzano, n. 1944 - Pellezzano, † 2015)
- Carmine Russo, dirigente sportivo e ex arbitro di calcio italiano (Avellino, n. 1976)

## Filosofi(1)
- Carmine Di Martino, filosofo italiano (Domodossola, n. 1958)

## Fumettisti(2)
- Carmine Di Giandomenico, fumettista italiano (Teramo, n. 1973)
- Carmine Infantino, fumettista statunitense (New York, n. 1925 - New York, † 2013)

## Funzionari(1)
- Carmine Senise, prefetto e politico italiano (Corleto Perticara, n. 1836 - Corleto Perticara, † 1918)

## Generali(1)
- Carmine Masiello, generale italiano (Casagiove, n. 1963)

## Giornalisti(1)
- Carmine Fotia, giornalista e politico italiano (Reggio Calabria, n. 1955)

## Hockeisti su ghiaccio(1)
- Carmine Vani, ex hockeista su ghiaccio canadese (Toronto, n. 1964)

## Mafiosi(8)
- Carmine Alfieri, mafioso e collaboratore di giustizia italiano (Saviano, n. 1943)
- Carmine Galante, mafioso statunitense (New York, n. 1910 - New York, † 1979)
- Carmine Montescuro, mafioso italiano (Napoli, n. 1934 - Napoli, † 2023)
- Carmine Persico, mafioso statunitense (Brooklyn, n. 1933 - Durham, † 2019)
- Carmine Schiavone, mafioso e collaboratore di giustizia italiano (Casal di Principe, n. 1943 - Viterbo, † 2015)
- Carmine Sessa, mafioso statunitense (Brooklyn, n. 1951)
- Carmine Tramunti, mafioso statunitense (New York, n. 1910 - New York, † 1978)
- Carmine Verduci, mafioso italiano (Oppido Mamertina, n. 1959 - Woodbridge, † 2014)

## Militari(5)
- Carmine D'Arienzo, militare italiano (Crotone, n. 1897 - † 1967)
- Carmine Della Sala, militare italiano (Atripalda, n. 1927 - Pontelagoscuro, † 1973)
- Carmine Di Giosia, militare italiano (Cellino Attanasio, n. 1922 - Sebenico, † 1943)
- Carmine Iorio, militare italiano (Altavilla Silentina, n. 1892 - Gialo, † 1928)
- Carmine Lidonnici, militare italiano (Melissa, n. 1914 - Guri i Topit, † 1941)

## Nobili(1)
- Carmine Nicolao Caracciolo, nobile spagnolo (Bucchianico, n. 1671 - Madrid, † 1726)

## Organisti(1)
- Carmine Antonio Catenazzo, organista, direttore di coro e direttore d'orchestra italiano (Altamura, n. 1965)

## Pittori(2)
- Carmine Adamo, pittore italiano (Ponticelli, n. 1919 - Napoli, † 2012)
- Carmine De Angelis, pittore italiano (Salerno, n. 1923 - Salerno, † 1986)

## Politici(14)
- Carmine De Martino, politico, imprenditore e dirigente sportivo italiano (Salerno, n. 1898 - † 1963)
- Carmine De Santis, politico e poliziotto italiano (Caserta, n. 1951 - Verona, † 2000)
- Carmine Degennaro, politico italiano (Bari, n. 1959)
- Carmine Garofalo, politico italiano (Parenti, n. 1942 - Cosenza, † 1995)
- Carmine Giorgio, politico e antifascista italiano (Minervino Murge, n. 1861 - Minervino Murge, † 1943)
- Carmine Mancinelli, politico italiano (Belvedere Ostrense, n. 1889 - † 1979)
- Carmine Mancuso, politico e poliziotto italiano (Palermo, n. 1948)
- Carmine Nardone, politico e economista italiano (Benevento, n. 1947)
- Carmine Nigro, politico italiano (Gorgoglione, n. 1949)
- Carmine Santo Patarino, politico italiano (Castellaneta, n. 1944)
- Fabio Raimondo, politico italiano (Milano, n. 1978)
- Carmine Stallone, politico italiano (Rodi Garganico, n. 1943)
- Carmine Talarico, politico italiano (Crotone, n. 1952)
- Carmine Tavano, politico italiano (Manfredonia, n. 1926 - Foggia, † 2013)

## Poliziotti(2)
- Carmine Senise, poliziotto e prefetto italiano (Napoli, n. 1883 - Roma, † 1958)
- Carmine Tripodi, carabiniere italiano (Torre Orsaia, n. 1960 - San Luca, † 1985)

## Pugili(5)
- Carmen Barth, pugile statunitense (Cleveland, n. 1912 - Lorain, † 1985)
- Carmen Basilio, pugile statunitense (Canastota, n. 1927 - Rochester, † 2012)
- Joey Giardello, pugile statunitense (New York, n. 1930 - Cherry Hill, † 2008)
- Carmine Molaro, ex pugile italiano (Napoli, n. 1975)
- Carmine Tommasone, pugile italiano (Avellino, n. 1984)

## Registi(3)
- Carmine Elia, regista italiano (Cinisello Balsamo, n. 1967)
- Carmine Fornari, regista e sceneggiatore italiano (Bari, n. 1951)
- Carmine Gallone, regista italiano (Taggia, n. 1885 - Frascati, † 1973)

## Sceneggiatori(1)
- Carmine Amoroso, sceneggiatore e regista italiano (Lanciano, n. 1963)

## Scenografi(1)
- Carmine Guarino, scenografo italiano (Napoli, n. 1981)

## Scrittori(2)
- Carmine Abate, scrittore italiano (Carfizzi, n. 1954)
- Carmine Manzi, scrittore, giornalista e saggista italiano (Mercato San Severino, n. 1919 - Mercato San Severino, † 2012)

## Scultori(1)
- Carmine Lantriceni, scultore italiano (Napoli)

## Storici(2)
- Carmine Ampolo, storico italiano (Roma, n. 1947)
- Carmine Pinto, storico e scrittore italiano (Padula, n. 1972)

## Senza attività specificata(1)
- Carlo Curti, mandolinista e compositore italiano (Gallicchio, n. 1859 - Città del Messico, † 1922)